# Игор Рабело
Игор Рабело да Коста (порт. Igor Rabello da Costa, более известный, как Игор Рабело порт. Igor Rabello; родился 28 апреля 1995 года в Рио-де-Жанейро, Бразилия) — бразильский футболист, защитник клуба «Атлетико Минейро».

## Биография
Рабело — воспитанник клубов «Флуминенсе» и «Ботафого». 29 апреля 2016 года в поединке Кубка Бразилии против «Корурипи» он дебютировал в основном составе последней. Летом того же года для получения игровой практики Игор на правах аренды перешёл в «Наутико Ресифи». 27 августа в матче против «Вила-Нова» он дебютировал в бразильской Серии B. 4 сентября в поединке против «Сампайо Корреа» Рабело забил свой первый гол за «Наутико Ресифи». После окончания аренды Игор вернулся в «Ботафого». 15 мая в матче против «Гремио» он дебютировал в бразильской Серии A.
В начале 2018 года интерес к Рабело проявил московский «Спартак».
С 2019 года Игор выступает за «Атлетико Минейро».

## Титулы и достижения
- Чемпион штата Рио-де-Жанейро (1): 2018
- Чемпион штата Минас-Жерайс (3): 2020, 2021, 2022
- Чемпион Бразилии (1): 2021
- Чемпион Кубка Бразилии (1): 2021
- Обладатель Суперкубка Бразилии (1): 2022 (не играл)